# Maria Sundqvist
Estrid Maria Sundqvist, född 13 februari 1957 i Skarpnäcks församling i Stockholm, är en svensk operachef, regissör, librettist, musiker och dirigent. Hon är skapare av och chef för den banbrytande Operaverkstan vid Malmö Opera.

## Biografi
Sundqvist växte upp i Stockholm och började sin sceniska verksamhet som barn vid Vår Teater. Hon utbildade sig inom musikvetenskap, drama- och musikpedagogik med inriktning på träblåsinstrument, samt komposition och dirigering. I början av 1980-talet flyttade hon till Lund och blev kapellmästare vid dåvarande Bruksteatern/Folkteatern, sedermera Dans & Teaterhuset Fakiren i Malmö. Hon var även verksam vid Musik i Skåne och startade i början av 1990-talet den experimentella musikverksamheten Uthållighetens orkester, inspirerad av den holländske tonsättaren Louis Andriesens tvärkonstnärliga orkesterprojekt De volharding i Nederländerna. Med orkestern medverkade man bland annat i det stora projektet omkring den gamla stadsdelen Nöden i Lund och startade med experimentella soppteater-föreställningar i Viking Eggerlingrummet på Lunds stadshall under 1990-talet. Tillsammans med producenten Heimo Åback presenterades till exempel vetenskapsteater, Trampa inte på skarvarna, där forskning kring identitetsmotsättningar och exil blandades med berättelsen om dramatikern Bertolt Brechts exilvistelse i Hollywoods kontrastvärld. Hon regisserade även rena teaterproduktioner, såsom August Strindbergs Trefaldighetsnatten med Anders Granström i Lund som försök till att etablera en Strindbergsteater i staden. Genom arrangemang av skolkonserter etc kom hon alltmer in på spåret med kultur för en ung publik, gärna blandad med olika generationsgrupper. Bland annat satte hon upp Thomas Lindahls barnopera En natt i februari efter Staffan Göthes pjäs med samma titel.

### Operaverksamhet
Hon började också skriva libretti för olika operaverk. 1997 övergick orkesterverksamheten till en tvåårig försöksverksamhet med turnerande musikdramatik för barn, Otålighetens Teater, i samverkan med Lars Rudolfsson på dåvarande Malmö opera och musikteater, Malmö Högskola och Musik i Skåne. Dess första uppsättning med Sundqvist som konstnärlig ledare, librettist och regissör var Kurt Schwitters dadaistiska nonsenscollage Ursonaten (1997) med akrobat och breakdansare samt med Viking Eggelings abstrakta, banbrytande experimentkortfilm Diagonalsymfonin. Denna produktion följdes av Nattvandraren, i comedia del arte-stil med jonglör, baserad på Arnold Schönbergs atonala talsångcykel Pierrot Lunaire. Den tredje produktionen, Men kråkan svart som bläck (1998), tonsättaren Viking Dahls ordlösa opera med språkmusikalisering sammanvävd med den unge konstnären Gösta Adrian Nilsson livsberättelse och skillingtryck från dennes barndom. 
Åren 2000–2001 skapades inom ramen kring Öresundsbrons regionala integrationsprojekt "Kulturbron" en försökssatsning på opera för barn med Malmö musikteater och Det Kongelige Teater i Köpenhamn. Som ledare för den svenska delen skrev och regisserade Sundqvist operan Porträttet tillsammans med kompositören Catharina Backman. Denna opera baserar sig på den brittiska poeten Edith Sitwells egendomliga slottsbarndom, sammankopplad med dennas sångcykel Façade, tonsatt av William Walton 1923. 

### Operaverkstan
Med stöd av Sparbanksstiftelsen Skåne ledde aktiviteterna till etablerandet av den nuvarande Operaverkstan, som efter en tid av turnerande verksamhet med säte i Mazettihuset fått sin fasta scen på nuvarande Malmö Operas black box-scen Verkstan och blivit en integrerad del av Malmö Operas verksamhet med Sundqvist som chef, regissör och librettist. Verksamhetens inriktning med en operainstitutions så omfattande produktion för en ung publik är unik i sitt slag i Europa. Inte sällan har Maria Sundqvist benämnts som en "musikdramatikens Suzanne Osten" i jämförelser med dennas Unga Klara.   Operaverkstan fokuserar på nyskriven musikdramatik samt att undersöka operakonstens former och konventioner i produktionen av äldre verk. Inte sällan låter man barn medverka i produktionerna, som i uppsättningen av den 12-årige Mozarts opera Bastihan & Bastihon (2003). Scenverksamheten kompletteras ofta med skolsamverkan, seminarier, föredrag och offentliga samtal. 
Operaverkstan producerar dock produktioner även för vuxenpublik. De har även engagerat sig för att stimulera och praktiskt vägleda svenska tonsättare att få bättre inblick i de särskilda omständigheterna omkring operaproduktion och arrangerat kompositionstävlingar för ny musikdramatik. 2005 inbjöds en grupp kompositionsstudenter vid Malmö musikhögskola (Benjamin Staern, Axel Englund, Tobias Broström och B. Martin Svensson) att tillsammans skriva operan Sälskinnet (2006) till Sundqvists libretto och under handledning av Jonas Forssell.

### Operalibrettist
Maria Sundqvist har regisserat på ett flertal operahus och skrivit libretti/regisserat egna operor med ett flertal kompositörer. Med Jonas Forssell skrev hon Purpurporten för Göteborgsoperan i regi av Åsa Melldahl. Den satte hos sendan själv upp för Norrlandsoperan samt på Operaverkstan i en omarbetning under titeln Stadsmusikanterna 2003. Den Dario Fo-baserade Inte alla tjuvar kommer för att stjäla med Thomas Lindahl fick urpremiär på Malmö Opera 1998 och sattes upp på Norrlandsoperan 2003. Med 150 barn och unga på scen uppfördes hennes och Staffan Mossenmarks opera De fagra jungfrurnas berg (2001) på Lunds stadsteater i samverkan med Kulturskolan i Lund. Med Hans Gefors skrev och regisserade hon Skuggspel, baserad på HC Andersens berättelse En skugga, med urpremiär på Malmö Opera 2005, samt föreställningar även i Lübeck och på Det Kongelige i Köpenhamn.  Tillsammans med Daniel Fjellström har hon bland annat skapat den framgångsrika Tusen och en natt på Malmö Opera (2014–2016) och Det går an (2016), efter Carl Jonas Love Almqvists dito roman. I samband med Umeå som Europeisk kulturhuvudstad uruppfördes Mats Larsson Gothes opera Blance & Marie på Norrlandsoperan hösten 2015; libretto av Sundqvist efter PO Enquists Marie Curie-roman Boken om Blanche och Marie. Uppsättningen visades även på Sveriges Television 2015. 

## Privatliv
Maria Sundqvist är sedan 1984 gift med läkaren Sven Björnsson (född 1947). De har bland andra teaterverksamma dottern Hillevi Björnsson.

## Priser och utmärkelser
- 2002: Svenska ASSITEJs pris för sina insatser inom musikdramatik för barn och ungdom; ”för sin tilltro till barns och ungdomars förmåga att tillgodogöra sig sceniska uttryck med avancerade musikaliska förtecken”
- 2007: Svenska Dagbladets Operapris
- 2007: Kvällspostens Thaliapris
- 2008: Lunds kommuns kulturpris
- 2010: Region Skånes Särskilda Kulturutmärkelse (Vanilla honorabilis) till Operaverkstans ledning och verksamhet
- 2013: Utsedd till "Musikens möjliggörare" av Föreningen Svenska Tonsättare
- 2017: H.M. Konungens medalj, 8:e storleken i högblått band[7]